# Pichincha (stratowulkan)
Pichincha – aktywny stratowulkan w ekwadorskich Andach. Stolica Ekwadoru, Quito, leży pod jego wschodnimi stokami. Dwa najwyższe szczyty to Guagua (4784 m n.p.m., w keczua nazwa znaczy „dziecko”) i Rucu (4698 m n.p.m., nazwa znaczy „staruszek”).
Oba szczyty dobrze widać z Quito, wspinaczka nie jest trudna. W październiku 1999 r. doszło do erupcji, w wyniku której Quito zostało przykryte kilkoma centymetrami pyłu. Poprzednia erupcja miała miejsce w 1660 r.